# Distrito de Baksa
Baksa (en asamés; বাক্সা জিলা) es un distrito de India en el estado de Assam. Código ISO: IN.AS.BK.
Comprende una superficie de 2 400 km².
El centro administrativo es la ciudad de Mushalpur.

## Demografía
Según censo 2011 contaba con una población total de 953 773 habitantes, de los cuales 468 948 eran mujeres y 484 825 varones.